# Golpe branco
Golpe branco é um neologismo utilizado para referir-se a uma conspiração ou trama que tem por objetivo a tomada do poder do Estado de modo a operar uma troca da liderança política sem o uso de violência, empregando meios parciais ou integralmente legais. Também chamado de golpe brando, putsch frio, golpe frio, golpe suave, golpe silencioso, neogolpismo, golpe pós-moderno ou golpe encoberto, utilizaria um conjunto de técnicas de conspiração não frontais e principalmente não violentas, com o fim de desestabilizar um governo até provocar sua queda, sem que esta pareça ter sido consequência da ação de outro poder. É um termo atribuído ao cientista político estadounidense Gene Sharp. Tem sido empregado por adeptos de governos destituídos de forma controversa após impeachment. 